# Myrmarachne paivae
Myrmarachne paivae là một loài nhện trong họ Salticidae.
Loài này thuộc chi Myrmarachne. Myrmarachne paivae được K. Narayan miêu tả năm 1915.